# Кенни, Джордж Черчилль
Джордж Черчилль Кенни (англ. George Churchill Kenney, 6 августа 1889 — 9 августа 1977) — генерал ВВС США, командовавший воздушными силами Союзников в юго-западной части Тихоокеанского театра военных действий во время Второй мировой войны.

## Биография
Родился в 1889 году в канадском Ярмуте, куда его родители отправились на летний отдых, вырос в американском Бруклайне, после школы поступил в Массачусетский технологический институт. Когда его отец ушёл из семьи — был вынужден бросить учёбу и пойти работать. В 1913 году умерла мать, и Кенни вернулся в Бостон, где устроился работать инженером на железной дороге и участвовал в строительстве моста в Нью-Лондоне. По окончании строительства создал со школьным приятелем частную компанию «Beaver Contracting and Engineering Corporation».

### Участие в Первой мировой войне
В апреле 1917 года Соединённые Штаты вступили в Первую мировую войну, и 2 июня 1917 года Кенни записался кадетом в авиационную секцию Корпуса сигнальщиков. В июне-июле он посещал специальные курсы при Массачусетском технологическом институте, прошёл лётную практику и, получив 5 ноября 1917 года звание 1-го лейтенанта, был отправлен во Францию. Там он получил дополнительную подготовку в Исудёне, и в феврале 1918 года был приписан к 91-й аэроэскадрилье. 22 марта 1918 года его Salmson SAL.2 разбился на взлёте, и Кенни получил переломы руки и ноги, однако вскоре вылечился, и 3 июня отправился в свой первый разведывательный полёт. 15 сентября 1918 года четвёрка американских аэропланов, в числе которых была и машина Кенни, была атакована шестью немецкими; наблюдатель Кенни сбил одного из них, и за эту первую воздушную победу Кенни был награждён Серебряной звездой. 9 октября в аналогичной ситуации была одержана вторая воздушная победа, и на этот раз Кенни получил крест «За выдающиеся заслуги». По окончании войны Кенни остался в оккупационных войсках в Германии, 18 мая 1919 года получил звание капитана, и вернулся в США лишь в июне 1919 года.
В качестве командира 8-й аэроэскадрильи Кенни принимал участие в наблюдении за мексиканской границей во время революционных событий в Мексике. Оставшись на регулярной службе после войны, 1 июля 1920 года он был зачислен в Военно-воздушную службу Армии США. В качестве представителя этой службы он в 1921—1923 годах был инспектором при «Curtiss Aeroplane and Motor Company», принимая изготавливаемые ею для армии бомбардировщики Martin NBS-1. Позднее он проходил повышение квалификации, с начала 1930-х работал на штабных должностях, и когда в 1934 году был создан Генеральный штаб Военно-воздушных сил — стал заместителем начальника генерального штаба, ответственным за планирование и тренировку.

### Участие во Второй мировой войне
После начала Второй мировой войны Кенни был в начале 1940 года послан во Францию в качестве заместителя по авиации военного атташе. По итогам своих наблюдений он сделал ряд предложений по реорганизации ВВС США. В январе 1941 года он был назначен командующим Экспериментального депо и инженерной школы Авиакорпуса. 26 марта 1942 года в звании генерал-лейтенанта он был назначен командиром 4-й воздушной армии со штабом в Сан-Франциско.
В июле 1942 года Кенни получил приказ возглавить 5-ю воздушную армию, подчинённую генералу Макартуру в юго-западной части Тихого океана, и 28 июля прибыл в Брисбен. С санкции Макартура он произвёл чистку личного состава, отправив в США за некомпетентность одного генерал-майора, трёх бригадных генералов и около сорока полковников. Кенни решил поберечь бомбардировщики и сосредоточиться на достижении господства в воздухе над Новой Гвинеей, в результате чего бомбардировщики летали либо по ночам, либо днём, но с сильным истребительным прикрытием. После завоевания господства бомбардировщики переходили к изоляции японских позиций, а авиатранспорт налаживал снабжение своих подразделений.
В июне 1944 года Кенни был назначен командующим Военно-воздушными силами на Дальнем Востоке, и ему стали подчиняться 5-я, 13-я и 17-я воздушные армии. 9 марта 1945 года он был произведён в генералы.

### Послевоенные годы
После войны Кенни стал в апреле 1946 года первым командующим свежесформированного Стратегического командования ВВС США, однако оставил тамошнюю повседневную деятельность на своего заместителя генерал-майора Клэра Стритта (заменённого в 1947 году на Клеменса Макмуллена), так как сам стал ещё и представителем США при Военно-штабном комитете ООН. Во время блокады Западного Берлина начальник штаба ВВС Хойт Ванденберг проинформировал в июне 1948 года министра обороны Форрестола о плохом состоянии стратегических ВВС, и в октябре 1948 года Стратегическое командование возглавил Кертис Лемей, а Кенни был поставлен во главе Университета ВВС США, который возглавлял вплоть до своей отставки в 1951 году.